# Cathédrale Saint-Bernard de San Bernardo
La cathédrale Saint-Bernard est l'église cathédrale du diocèse de San Bernardo au Chili ; elle se trouve à San Bernardo dans la région métropolitaine de Santiago du Chili. Elle donne sur la place d'armes de San Bernardo.

## Histoire

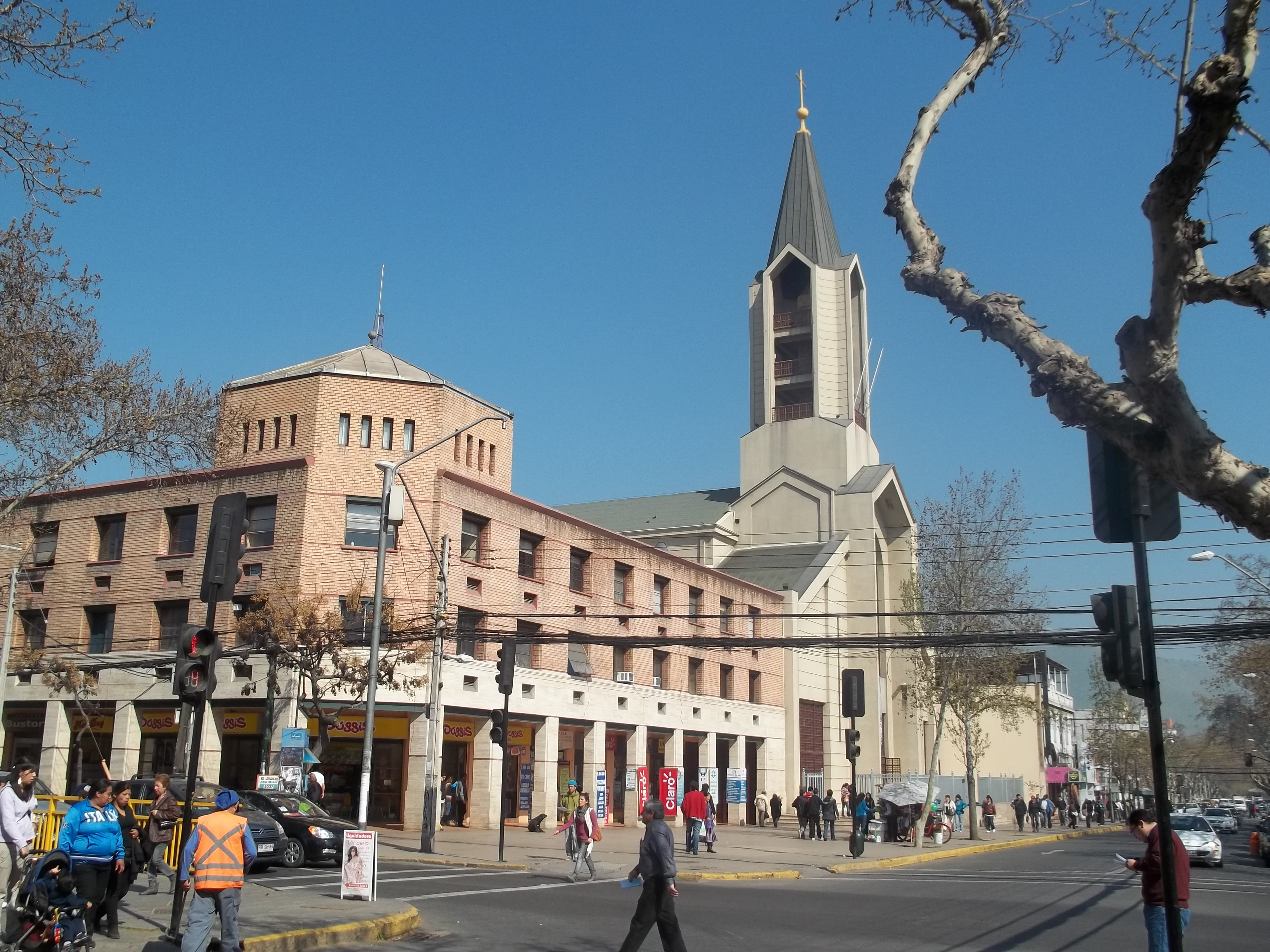
Vue de côté.

Une première église est construite en 1820 comme église paroissiale de San Bernardo ; elle existe en tant qu'église paroissiale jusqu'en 1987, lorsque le nouveau diocèse de San Bernardo est érigé par Jean-Paul II. Elle est alors élevée au rang de cathédrale. Cependant  ses dimensions trop petites et les dommages occasionnés par le tremblement de terre de 1985 obligent à la démolir. La nouvelle cathédrale est consacrée le 25 novembre 2000 par Darío Castrillón Hoyos, légat pontifical pour les célébrations du jubilé de  l'an 2000 au Chili. L'intérieur est décoré de fresques, dans le style byzantin d'icônes orthodoxes, de l'artiste chilien Juan Francisco Echeñique.
Le fondateur de la commune, Don Domingo Eyzaguirre, y est inhumé.
Les messes dominicales sont célébrées à 9 h, à 10 h, à midi, à 18 h (en latin) et à 19 h 30.